# Madagascar (Cameroun)
Pour les articles homonymes, voir Madagascar (homonymie).
Madagascar (ou Madagaskar) est une localité du Cameroun située dans l'arrondissement de Petté, le département du Diamaré et la région de l’Extrême-Nord. Elle fait partie du canton de Malam Petel.

## Population
En 1975, la localité comptait 92 habitants, dont 67 Kanouri et 25 Mofu.
Lors du recensement de 2005, on y a dénombré 113 personnes.